# Lista zwierzchników prokuratury w Polsce
Lista zwierzchników prokuratury w Polsce

## II Rzeczpospolita

### Naczelni prokuratorzy
- Aleksander Meysztowicz (2 października 1926 – 22 grudnia 1928)
- Stanisław Car (22 grudnia 1928 – 29 grudnia 1929)
- Feliks Dutkiewicz (29 grudnia 1929 – 17 marca 1930)
- Stanisław Car (29 marca 1930 – 4 grudnia 1930)
- Czesław Michałowski (4 grudnia 1930 – 15 maja 1936)
- Witold Grabowski (16 maja 1936 – 30 września 1939)

Podlegali im:

#### Pierwsi prokuratorzy Sądu Najwyższego
- Kazimierz Morawski (jako Prokurator SN 1918); (1920-1926)
- Józef Prokopowicz (1927-1932)
- Witold de Michelis (1932-1939)

### Naczelni prokuratorzy wojskowi
- Aleksander Pik (styczeń 1919 – kwiecień 1924)
- Edward Gruber (kwiecień 1924 – maj 1926)
- Józef Daniec (maj 1926 – grudzień 1932)
- Teofil Maresch (styczeń 1933 – wrzesień 1939)

## Rząd RP na uchodźstwie

### Naczelni prokuratorzy
- Władysław Sikorski 16 października 1939 – 20 lipca 1940
- Marian Seyda 20 lipca 1940 – 22 września 1941
- p.o. Prezes Rady Ministrów Władysław Sikorski 22 września 1941 – 3 września 1941
- Herman Lieberman 3 września 1941 – 20 października 1941
- Karol Popiel 20 października 1941 – 21 stycznia 1942
- Wacław Komarnicki 21 stycznia 1942 – 29 listopada 1944
- Bronisław Kuśnierz 29 listopada 1944–luty 1949
- vacat luty 1949 – 25 września 1950
- p.o. Prezes Rady Ministrów Roman Odzierzyński 25 września 1950 – 18 stycznia 1954
- Kazimierz Okulicz 18 stycznia 1954 – 8 sierpnia 1955
- Tadeusz Bugayski 8 sierpnia 1955 – 15 kwietnia 1957
- Stanisław Lubodziecki 15 kwietnia 1957 – 20 lipca 1970
- Sylwester Karalus 20 lipca 1970 – 18 lipca 1972
- Stanisław Wiszniewski 18 lipca 1972 – 5 sierpnia 1976
- Kazimierz Sabbat 5 sierpnia 1976 – 12 lipca 1978
- Zbigniew Scholtz 12 lipca 1978 – 20 czerwca 1979
- Bolesław Dziedzic 20 czerwca 1979 – 17 stycznia 1984
- p.o. Bohdan Wendorff 17 stycznia 1984–1986
- Stanisław Wiszniewski 1986 – 20 grudnia 1990

### Naczelni prokuratorzy wojskowi
- Stanisław Szurlej (grudzień 1943 – czerwiec 1944)
- Kazimierz Słowikowski (lipiec 1944 – czerwiec 1945)
- Jerzy Węsierski (lipiec 1945 – wrzesień 1946)

## Polska Ludowa

### Naczelni prokuratorzy[1]
- p.o. kierownik resortu sprawiedliwości w PKWN Jan Czechowski (21 lipca 1944 – 31 grudnia 1944)
- Edmund Zalewski (31 grudnia 1944 – 2 maja 1945)
- Henryk Świątkowski (2 maja 1945 – 9 września 1950)

Podlegali im:

#### Pierwsi prokuratorzy Sądu Najwyższego
- Mieczysław Siewierski (1945-1946)
- Zdzisław Piernikarski (1946-1950)

### Pierwsi prokuratorzy Najwyższego Trybunału Narodowego
- Stefan Kurowski (1946–1948 de facto, do 9 września 1950 de iure)[2]

### Prokuratorzy generalni
- Stefan Kalinowski (9 września 1950 – 20 kwietnia 1956)
- Marian Rybicki (28 kwietnia 1956 – 28 lutego 1957)
- p.o. Marian Mazur (28 lutego 1957 – 8 maja 1957)
- Andrzej Burda (8 maja 1957 – 24 maja 1961)
- Kazimierz Kosztirko (1 czerwca 1961 – 10 marca 1972)
- Lucjan Czubiński (10 marca 1972 – 30 listopada 1981)
- Franciszek Rusek (1 grudnia 1981 – 31 maja 1984)
- Józef Żyta (1 czerwca 1984 – 30 marca 1990)

### Naczelni prokuratorzy wojskowi (od 1967 r. jako zastępcy Prokuratora Generalnego)
- Jan Mastalerz (2 września 1944 – styczeń 1946)
- Henryk Holder (21 marca 1946 – październik 1948)
- Antoni Skulbaszewski (październik 1948 – 30 czerwca 1950)
- Stanisław Zarakowski (2 lipca 1950 – kwiecień 1956)
- Marian Ryba (luty 1957 – lipiec 1968)
- Lucjan Czubiński (1 sierpnia 1968 – 25 marca 1972)
- Kazimierz Lipiński (25 marca 1972 – 8 kwietnia 1975)
- Józef Szewczyk (8 kwietnia 1975 – kwiecień 1984)
- Henryk Kostrzewa (kwiecień 1984 – marzec 1990)

## III Rzeczpospolita

### Prokuratorzy generalni
- Józef Żyta (1 czerwca 1984 – 30 marca 1990)
- Aleksander Bentkowski (31 marca 1990 – 14 grudnia 1990)
- Wiesław Chrzanowski (12 stycznia 1991 – 5 grudnia 1991)
- Zbigniew Dyka (23 grudnia 1991 – 17 marca 1993)
- Jan Piątkowski (17 marca 1993 – 18 października 1993)
- Włodzimierz Cimoszewicz (26 października 1993 – 1 marca 1995)
- Jerzy Jaskiernia (4 marca 1995 – 26 stycznia 1996)
- Leszek Kubicki (7 lutego 1996 – 31 października 1997)
- Hanna Suchocka (31 października 1997 – 8 czerwca 2000)
- Lech Kaczyński (12 czerwca 2000 – 5 lipca 2001)
- Stanisław Iwanicki (5 lipca 2001 – 19 października 2001)
- Barbara Piwnik (19 października 2001 – 6 lipca 2002)
- Grzegorz Kurczuk (6 lipca 2002 – 2 maja 2004)
- Marek Sadowski (2 maja 2004 – 6 września 2004)
- Andrzej Kalwas (6 września 2004 – 31 października 2005)
- Zbigniew Ziobro (31 października 2005 – 7 września 2007)
- wakat, p.o. Jarosław Kaczyński (7 września 2007 – 11 września 2007)
- Zbigniew Ziobro (11 września 2007 – 16 listopada 2007)
- Zbigniew Ćwiąkalski (16 listopada 2007 – 21 stycznia 2009)
- wakat, p.o. Donald Tusk (21 stycznia 2009 – 23 stycznia 2009)
- Andrzej Czuma (23 stycznia 2009 – 13 października 2009)
- Krzysztof Kwiatkowski (14 października 2009 – 30 marca 2010)
- Andrzej Seremet (31 marca 2010 – 3 marca 2016)
- Zbigniew Ziobro (4 marca 2016 – 27 listopada 2023)
- Marcin Warchoł (27 listopada 2023 – 13 grudnia 2023)
- Adam Bodnar (13 grudnia 2023 – 24 lipca 2025)
- Waldemar Żurek (od 24 lipca 2025)

### Zastępcy Prokuratora Generalnego

#### I zastępcy Prokuratora Generalnego -  prokuratorzy krajowi[a]
- Henryk Pracki (7 sierpnia 1996 – 12 lipca 2001)
- Włodzimierz Blajerski (12 lipca 2001 – 23 października 2001)
- Andrzej Kaucz (22 października 2001 – 14 listopada 2001)
- Karol Napierski (17 grudnia 2001 – 31 października 2005)
- Janusz Kaczmarek (31 października 2005 – 8 lutego 2007)
- p.o. Tomasz Szałek (4 kwietnia 2007 – 14 maja 2007)
- wakat
- p.o. Dariusz Barski (14 czerwca 2007 – 19 lipca 2007)
- Dariusz Barski (19 lipca 2007 – 21 listopada 2007)
- Marek Staszak (21 listopada 2007 – 20 stycznia 2009)
- Edward Zalewski (6 marca 2009 – 31 marca 2010
- Bogdan Święczkowski (7 marca 2016 – 16 lutego 2022)
- Dariusz Barski (18 marca 2022 – 12 stycznia 2024)
- p.o. Jacek Bilewicz (12 stycznia 2024 - 14 marca 2024)[3]
- Dariusz Korneluk (od 14 marca 2024)[4]

#### Naczelni prokuratorzy wojskowi[b]
- Henryk Kostrzewa (kwiecień 1984 – marzec 1990)
- Ryszard Michałowski (1 sierpnia 1990 – 5 grudnia 2001)
- Janusz Palus (5 grudnia 2001 – 31 marca 2005)
- Wojciech Petkowicz (15 sierpnia 2005 – 12 czerwca 2006)
- p.o. Tomasz Chrabski (12 czerwca 2006 – październik 2006)
- Tomasz Szałek (15 maja 2007 – 3 grudnia 2007)
- p.o. Zbigniew Woźniak (3 grudnia 2007 – 20 lutego 2008)
- Krzysztof Parulski (20 lutego 2008 – 3 lutego 2012)
- Jerzy Artymiak (3 lutego 2012 – 29 lutego 2016)
- p.o. Zastępcy Tadeusz Cieśla (1 marca 2016 – 4 kwietnia 2016 r.)

#### Zastępcy Prokuratora Generalnego – Dyrektorzy Głównej Komisji Ścigania Zbrodni przeciwko Narodowi Polskiemu
- Witold Kulesza (7 sierpnia 2000 – 14 października 2006)
- Dariusz Gabrel (15 lutego 2007 – 25 maja 2016)
- Andrzej Pozorski (od 25 maja 2016)

Podlegają im:

##### Dyrektorzy Biura Lustracyjnego
- Jacek Wygoda (2007 – 2010 r. jako dyrektor; 2010 – 2013 r. jako p.o. dyrektora)
- Edyta Karolak (2013 – 2018 r.)
- Jarosław Skrok (od 2018 r.)

#### Zastępcy Prokuratora Generalnego ds. wojskowych
- Waldemar Puławski 2016 - 2018
- Przemysław Funiok 2018 - 2023
- Tomasz Janeczek od 2023

#### Zastępcy Prokuratora Generalnego ds. przestępczości zorganizowanej i korupcji
- Marek Pasionek 2016-2017
- Beata Marczak od 2017

#### Pozostali zastępcy Prokuratora Generalnego
- Robert Hernand od 2010
- Krzysztof Sierak od 2016
- Marek Pasionek 2017–2022
- Krzysztof Urbaniak od 2022
- Beata Sobieraj-Skonieczna od 2023